# XXI (album)
Albums de La Fouine
Bénédictions
(2020) Capitale du Crime Radio
(2024)
XXI est le huitième album studio du rappeur français La Fouine. Sorti le 21 mai 2021, il fait suite à l'album Bénédictions publié en 2020.

## Présentation
L'album comporte 16 pistes et inclus des featurings avec les rappeurs Dinor Rdt et Kofs.
Le premier extrait du projet sort le 28 octobre 2020, il s'intitule Millions. Le 2 avril 2021 sort Sacoche, le deuxième single. Ces deux premiers extraits font poser le rappeur sur des sonorités drill.

## Liste des pistes
| 1.    | Rafale F3R                   | VVS Beats                  | 1:51 |
| 2.    | Millions                     | VVS Beats & Keywan Beatz   | 2:31 |
| 3.    | Monument                     | Yako & Alik                | 2:23 |
| 4.    | Avalanche                    | DJ Flowfly                 | 1:59 |
| 5.    | Euthanasie (feat. Dinor Rdt) | Yako & Alik                | 2:41 |
| 6.    | Dans la zone                 | Yako & Alik                | 2:39 |
| 7.    | Sacoche                      | AntiWave                   | 3:39 |
| 8.    | Goyard                       | Dyn’s Production           | 2:27 |
| 9.    | Déracinés                    | Neuroz & Ace Loocky        | 2:56 |
| 10.   | Beretta                      | VVS Beats                  | 3:34 |
| 11.   | Billet de 500 (feat. Kofs)   | Moana Apo & OGCeleste      | 3:20 |
| 12.   | Poulet braisé                | CashMoneyAP & BatGangBeats | 2:51 |
| 13.   | Pas le choix                 | Big Dada                   | 2:58 |
| 14.   | Comment on fait              | Big Dada & Susanoô         | 2:58 |
| 15.   | Laisse faire                 | OGCeleste                  | 2:16 |
| 16.   | Pardonne-moi                 | VVS Beats                  | 3:16 |
| 44:26 |                              |                            |      |

## Clips vidéo
- Millions : 28 octobre 2020
- Sacoche : 2 avril 2021
- Euthanasie (feat. Dinor Rdt) : 21 mai 2021
- Billet de 500 (feat. Kofs) : 11 juin 2021
- Comment on fait : 21 mai 2021

## Réception
L'album se vend à un total de 2 200 ventes incluant 1 004 en physique, 60 en téléchargement et 1 183 en streaming, cela lors de la première semaine.